# AN/UYK-7
AN/UYK-7は、UNIVAC（後のユニシス）がアメリカ海軍向けに開発したコンピュータ。メインフレームにあたる大型機であり、海軍戦術情報システム（NTDS）のほか、後にはイージスシステム（AWS）などでも用いられた。また航空機に搭載するためのAN/AYK-10も派生した。

## 概要
海軍戦術情報システム（NTDS）では、当初は戦術情報処理装置用コンピュータとしてCP-642が用いられており、後に導入された改良型の-642Bを含めて、いずれも30ビットのプロセッサを採用していた。1966年、艦船局 (BuShips) のNTDSプロジェクト・オフィスにおいて、ポール・ホスキンスとドン・リームは32ビットの新しいコンピュータの仕様書を作成した。1968年1月、BuShipsから改称された海軍艦船システム・コマンド（NAVSHIPS）は、UNIVACに対して、この仕様書に基づくプロトタイプの製作を発注した。
命令のレパートリーは、CP-642Bでは62個だったのに対して本機では131個となり、命令の汎用性が大幅に向上した。またマルチプロセッサ構成にも対応している。一方、この時期には既に半導体メモリが登場していたものの、軍用機器として、予期しない停電に備えて不揮発性が要求されたことから、主記憶装置としては磁気コアメモリが採用された。ただし本機の磁気コアメモリはサイクルタイムを1.5マイクロ秒に短縮しており、CP-642Bに対して2.5倍の速度差があった。メモリサイズは最小構成では48キロワードだが、最大262キロワードまで拡張可能であった。標準的な筐体は高さ1.04メートル×幅0.50メートル×奥行き0.57メートルで、容積にしてCP-642Bの約1/4となっているが、これは集積回路（IC）技術の恩恵であった。ただし、本機を補完するミニコンピュータとして開発されたAN/UYK-20と比べると、IC化は過渡期的なレベルに留まっており、UYK-20は本機の初期モデルより高性能ですらあった。1981年3月の時点での平均故障間隔（MTBF）は、CP-642は4,128時間、AN/UYK-20は12,096時間だったのに対し、本機は2,528時間であった。
試作機は1969年4月に引き渡されて試験に供されたのち、1970年後半より量産機の納入が開始された。1971年にはAN/UYK-7とそのプログラミング言語であるCMS-2Yが海軍の標準規格として採択され、1974年1月までに、NTDSに加えて32個の海軍の開発計画においてAN/UYK-7コンピュータが使用されていた。その後、1983年から後継機であるAN/UYK-43の引き渡しが開始されると、以後に開発されたシステムではこちらが用いられるようになり、順次に代替されていった。